# Rhyacophila triloba
Rhyacophila triloba är en nattsländeart som beskrevs av Hwang 1958. Rhyacophila triloba ingår i släktet Rhyacophila och familjen rovnattsländor. Inga underarter finns listade i Catalogue of Life.